# Dichiarazione dei Sentimenti
La Dichiarazione dei Sentimenti, conosciuta anche come Dichiarazione dei Diritti e dei Sentimenti, è un documento firmato nel 1848 da 68 donne e 32 uomini, 100 su circa 300 partecipanti alla prima convenzione sui diritti delle donne organizzata da donne. Tenuto a Seneca Falls, New York, la convenzione è ora conosciuta come la Convenzione di Seneca Falls. La principale autrice della dichiarazione fu Elizabeth Cady Stanton, che la modellò sulla Dichiarazione di indipendenza degli Stati Uniti. Lei fu l'organizzatrice chiave della convenzione insieme a Lucretia Mott e Martha Coffin Wright.
Secondo il North Star, pubblicato da Frederick Douglass, la cui partecipazione al convegno e sostegno della Dichiarazione contribuì a far passare le risoluzioni proposte, il documento era il "grande movimento per il raggiungimento dei diritti civili, sociali, politici e religiosi delle donne".

## Contesto e storia

### I primi movimenti militanti e riformisti
Agli inizi del 1800, le donne erano in gran parte relegate a ruoli domestici come madri e casalinghe, ed erano scoraggiate dal partecipare alla vita pubblica. Sebbene esercitassero una certa indipendenza economica nell’era coloniale, verso la fine del XIX secolo fu loro sempre più impedito di partecipare in modo significativo alla forza lavoro e relegate a ruoli domestici e di servizio. Le leggi sulle donne sposate sotto l'autorità del marito, significavano anche che le donne rimanevano legalmente subordinate ai loro mariti.
I decenni che hanno preceduto la Convenzione di Seneca Falls e la firma della Dichiarazione hanno visto un movimento piccolo ma in costante crescita che spingeva per i diritti delle donne.  Le idee egualitarie all’interno degli Stati Uniti avevano già visto una diffusione limitata negli anni successivi alla Rivoluzione americana, nelle opere di scrittori tra cui James Otis e Charles Brockden Brown. Questi sentimenti iniziarono ad emergere più ampiamente con l’avvento del secondo grande risveglio, un periodo di rinascita e dibattito protestante nella prima metà del XIX secolo che portò a un diffuso ottimismo e allo sviluppo di vari movimenti di riforma americani.
I primi sostenitori dei diritti delle donne, tra cui Frances Wright ed Ernestine Rose, si concentravano sul miglioramento delle condizioni economiche e delle leggi sul matrimonio per le donne. Tuttavia, la crescita dei movimenti di riforma politica, in particolare del movimento abolizionista, fornì alle attiviste una piattaforma da cui potevano effettivamente spingere per maggiori diritti politici e per il suffragio.  Il coinvolgimento di donne come Angelina Grimké e sua sorella Sarah Grimké nelle campagne antischiavitù attirò notevoli polemiche e diviso gli abolizionisti, ma gettò anche le basi per la partecipazione attiva delle donne negli affari pubblici.
Un importante catalizzatore per il movimento per i diritti delle donne sarebbe arrivato alla World Anti-Slavery Convention (Convenzione mondiale contro la schiavitù) del 1840 a Londra.  Con un voto a maggioranza da parte dei partecipanti uomini, alle delegate americane fu impedito di prendere parte a pieno titolo ai lavori. Questa esperienza, un vivido esempio dello status delle donne come cittadine di seconda classe, fu ciò che spinse le eminenti attiviste Lucretia Mott ed Elizabeth Cady Stanton a iniziare a difendere i diritti delle donne.
Al tempo della Convenzione di Seneca Falls, il primo movimento per i diritti delle donne aveva già ottenuto numerosi importanti successi politici e legali. Le riforme legislative coniugali e l'abrogazione della copertura in diverse giurisdizioni statali come New York furono ottenute attraverso l'introduzione delle leggi sulla Married Woman's Property Acts (Leggi sulla proprietà delle donne sposate). Anche i diritti delle donne e il suffragio guadagnarono visibilità quando furono inclusi nella piattaforma del 1848 del candidato presidenziale americano del Liberty Party Gerrit Smith, cugino di primo grado di Elizabeth Stanton.

### La Convenzione di Seneca Falls
La Convenzione di Seneca Falls del 1848 fu la prima conferenza sui diritti delle donne negli Stati Uniti.  Tenuta presso la Chiesa metodista Wesleyana a Seneca Falls, New York, fu organizzato prevalentemente da Elizabeth Cady Stanton, con l'assistenza di Lucretia Mott e delle donne quacchere locali. Nonostante la relativa inesperienza degli organizzatori, l'evento attirò circa 300 partecipanti, tra cui circa 40 uomini. Tra i dignitari c’era il leggendario abolizionista della schiavitù Frederick Douglass, che sostenne eloquentemente l’inclusione del suffragio nell’agenda della convenzione.
“La natura ha dato alla donna gli stessi poteri e l'ha assoggettata alla stessa terra, respira la stessa aria, si nutre dello stesso cibo fisico, morale, mentale e spirituale. Ella ha quindi pari diritto con l'uomo, in tutti gli sforzi per ottenere e mantenere un'esistenza perfetta.”
Nel corso di due giorni, i partecipanti hanno ascoltato i discorsi di relatori tra cui Stanton e Mott, hanno votato su una serie di risoluzioni e hanno deliberato sul testo della Dichiarazione.  Al termine del convegno, la Dichiarazione completata fu firmata da oltre 100 partecipanti, tra cui 68 donne e 32 uomini.

## Retorica

### Veduta d'insieme
La Dichiarazione dei diritti e dei sentimenti di Elizabeth Cady Stanton utilizza una retorica simile alla Dichiarazione di indipendenza degli Stati Uniti di Thomas Jefferson, un gesto che non fu né un incidente né un’azione di sottomissione. Un’imitazione così mirata del linguaggio e della forma fece sì che la Stanton collegasse le denunce delle donne in America con la Dichiarazione di Indipendenza, al fine di garantire che agli occhi del popolo americano tali richieste non fossero viste come eccessivamente radicali.
Usando il documento di Jefferson come modello, la Stanton collegò anche l’indipendenza dell’America dalla Gran Bretagna con il “patriarcato” per sottolineare come entrambe fossero forme di governo ingiuste e da cui meritassero la libertà.
Pertanto, attraverso una formulazione così familiare degli argomenti e delle questioni che le donne della nuova repubblica americana si trovavano ad affrontare, l’uso da parte della Stanton della retorica di Jefferson può essere visto come un tentativo di deviare l’ostilità che le donne affrontavano quando chiedevano nuove libertà socio-politiche, nonché di rendere le rivendicazioni delle donne “evidenti” quanto i diritti concessi agli uomini in seguito alla conquista dell’indipendenza dalla Gran Bretagna.

### Esempi specifici
Il principale esempio di tale imitazione della retorica è fornito nel preambolo di entrambi i testi. La Stanton manipola con successo le parole di Jefferson, cambiando “tutti gli uomini sono creati uguali” in “tutti gli uomini e le donne sono creati uguali” dove la Stanton e i firmatari della sua dichiarazione stabiliscono che le donne detengono e meritano “diritti inalienabili”.
Anche il legame di Stanton tra il governo patriarcale e il dominio britannico sulle colonie americane è in primo piano nella dichiarazione, cambiando le parole nel documento di Jefferson da “Tale è stata la paziente sofferenza di queste colonie; e tale è ora la necessità che le costringe a modificare i loro precedenti sistemi di governo” in “Tale è stata la paziente sopportazione delle donne sotto questo governo, e tale è ora la necessità che le costringe a chiedere lo stesso posto di cui hanno diritto". Un cambiamento così leggero nella retorica assicurò il collegamento continuo tra le lotte intrecciate in entrambe le dichiarazioni.
Ci furono anche ulteriori cambiamenti rispetto alle richieste della Dichiarazione di indipendenza originale, poiché la Stanton ha avanzato le sue argomentazioni a favore di maggiori libertà socio-politiche per le donne. Il manifesto della Stanton, imitando la forma della Dichiarazione di Indipendenza, protesta contro le cattive condizioni dell’istruzione femminile, la posizione delle donne nella chiesa e l’esclusione delle donne dal lavoro in un modo simile a quello con cui la Dichiarazione originale di Jefferson protesta contro il governo britannico delle colonie.

### Effetti della retorica
Gli effetti diretti dell’uso da parte della Stanton della retorica di Jefferson sulle persone dell’epoca non sono quantificabili. Tuttavia, sebbene la Stanton avesse in mente un effetto progettato, la realtà è che l’uso di una simile retorica non fu così efficace come si sperava, poiché solo circa 100 dei 300 uomini e donne che parteciparono alla convenzione finirono per firmare il documento.
Inoltre, mentre la Stanton intendeva apportare modifiche immediatamente dopo la Convenzione di Seneca Falls, fu la fine della guerra civile americana e dell'era della ricostruzione prima che i movimenti per i diritti delle donne diventassero sempre più prevalenti e si realizzasse un cambiamento effettivo.

## Paragrafi di apertura
Noi riteniamo che queste verità siano evidenti: che tutti gli uomini e le donne sono creati uguali; che essi sono dotati dal loro Creatore di alcuni diritti inalienabili; che tra questi ci sono la vita, la libertà e la ricerca della felicità; che per garantire questi diritti sono istituiti governi, il loro potere deriva dal consenso dei governati. Quando una forma di governo diventa distruttiva di questi diritti, è diritto di coloro che ne sono vittime rifiutare l'adesione ad essa e insistere sull'istituzione di un nuovo governo, che ponga le sue basi su tali principi e organizzi i suoi poteri in tale forma, che sembrerà loro più idonea a incidere sulla loro sicurezza e felicità.
La prudenza, infatti, imporrà che i governi da lungo tempo stabiliti non vengano cambiati per cause leggere e transitorie; e di conseguenza tutta l'esperienza ha dimostrato che gli uomini sono più disposti a soffrire, finché i mali sono sopportabili, che a farsi giustizia abolendo le forme alle quali sono abituati, ma quando una lunga serie di abusi e usurpazioni, che perseguono invariabilmente lo stesso oggetto, rivela un disegno per ridurli sotto un dispotismo assoluto, è loro dovere liberarsi di tale governo e fornire nuove protezioni per la loro sicurezza futura. Tale è stata la paziente sofferenza delle donne sotto questo governo, e tale è ora la necessità che le costringe a chiedere la parità di condizioni a cui hanno diritto.
La storia dell'umanità è una storia di ripetute ingiurie e usurpazioni da parte dell'uomo nei confronti della donna, aventi per oggetto diretto l'instaurazione di una tirannia assoluta su di lei. Per dimostrarlo, lasciamo che i fatti siano sottoposti a un mondo sincero.

## Sentimenti
- Non le ha mai permesso di esercitare il suo diritto inalienabile al voto elettivo.
- L'ha costretta a sottomettersi alle leggi, nella cui formulazione non aveva voce.
- Le ha negato i diritti concessi agli uomini più ignoranti e degradati, sia nativi che stranieri.
- Dopo averla privata di questo suo primo diritto di cittadino, il diritto di voto, lasciandola così senza rappresentanza nelle aule legislative, l'ha oppressa da ogni parte.
- L'ha resa, se sposata, civilmente morta agli occhi della legge.
- Le ha tolto tutti i diritti di proprietà, anche il salario che guadagna.
- L'ha resa moralmente un essere irresponsabile, poiché può commettere impunemente molti crimini, purché vengano commessi in presenza di suo marito. Nel patto del matrimonio, ella è costretta a promettere obbedienza a suo marito, diventando lui, a tutti gli effetti, il suo padrone: la legge gli dà il potere di privarla della sua libertà e di somministrare il castigo.
- Ha così formulato le leggi sul divorzio, riguardo a quali saranno le cause proprie del divorzio, in caso di separazione, a chi sarà affidata la tutela dei figli; in modo tale da prescindere completamente dalla felicità delle donne: la legge, in ogni caso, si basa su una falsa supposizione della supremazia di un uomo e dà tutto il potere nelle sue mani.
- Dopo averla privata di ogni diritto di donna sposata, se nubile e proprietaria di beni, l'ha tassata per sostenere un governo che la riconosce solo quando i suoi beni gli possono rendere redditizi.
- Ha monopolizzato quasi tutti gli impieghi redditizi, e da quelli che le è permesso di svolgere, riceve solo una scarsa remunerazione.
- Le chiude tutte le strade verso la ricchezza e la distinzione, che considera più onorevoli per se stesso. Non è conosciuta come insegnante di teologia, medicina o diritto.
- Lui le ha negato le agevolazioni per ottenere un'istruzione approfondita: tutte le università le sono state chiuse.
- Le ammette nella Chiesa, così come nello Stato, ma in una posizione subordinata, rivendicando l'autorità apostolica per la sua esclusione dal ministero e, con alcune eccezioni, da ogni partecipazione pubblica agli affari della Chiesa.
- Ha creato un falso sentimento pubblico dando al mondo un diverso codice morale per uomini e donne, in base al quale le delinquenze morali che escludono le donne dalla società, non solo sono tollerate ma considerate di scarsa importanza nell'uomo.
- Ha usurpato la prerogativa di Geova stesso, rivendicando come suo diritto assegnarle una sfera d'azione, quando questa appartiene alla sua coscienza e al suo Dio.
- Ha tentato, in ogni modo possibile, di distruggere la fiducia di lei nelle proprie forze, di diminuire il suo rispetto per se stessa e di renderla disposta a condurre una vita dipendente e abietta.

## Commenti finali
In entering upon the great work before us, we anticipate no small amount of misconception, misrepresentation, and ridicule; but we shall use every instrumentality within our power to effect our object. We shall employ agents, circulate tracts, petition the State and national Legislatures, and endeavor to enlist the pulpit and the press in our behalf. We hope this Convention will be followed by a series of Conventions, embracing every part of the country.»
Nell'iniziare la grande opera che abbiamo davanti, anticipiamo non poche idee sbagliate, travisamenti e ridicolo; ma useremo ogni strumento in nostro potere per raggiungere il nostro oggetto. Impiegheremo agenti, faremo circolare volantini, presenteremo petizioni allo Stato e alle legislature nazionali e cercheremo di arruolare il pulpito e la stampa per nostro conto. Ci auguriamo che questa Convenzione sia seguita da una serie di Convenzioni, che abbracceranno ogni parte del paese.»

## Firmatari
Firmatari della Dichiarazione a Seneca Falls in ordine::
1. Lucretia Mott
2. Harriet Cady Eaton - sorella di Elizabeth Cady Stanton
3. Margaret Pryor (1785-1874) - riformista quacchera
4. Elizabeth Cady Stanton
5. Eunice Newton Foote
6. Mary Ann M'Clintock (1800-1884) - riformista quacchera, sorellastra di Margaret Pryor
7. Margaret Schooley
8. Martha C. Wright (1806–75) - riformista quacchera, sorella di Lucrezia Mott
9. Jane C. Hunt
10. Amy Post
11. Catherine F. Stebbins
12. Mary Ann Frink
13. Lydia Hunt Mount - vedova quacchera benestante
14. Delia Matthews
15. Catharine V. Paine[26] - all'epoca aveva 18 anni, è probabilmente una dei due firmatari della Dichiarazione di sentimenti ad aver votato.[27] Catherine Paine Blaine si registrò a votare a Seattle nel 1885 dopo che il territorio di Washington aveva esteso il diritto di voto alle donne nel 1883, rendendola la prima donna firmataria della Dichiarazione dei sentimenti a registrarsi legalmente come elettrice.[26]
16. Elizabeth W. M'Clintock - figlia di Mary Ann M'Clintock. Invitò Frederick Douglass a partecipare.
17. Malvina Beebe Seymour
18. Phebe Mosher
19. Catherine Shaw
20. Deborah Scott
21. Sarah Hallowell
22. Mary M'Clintock - figlia di Mary Ann M'Clintock[28]
23. Mary Gilbert
24. Sophrone Taylor
25. Cynthia Davis
26. Hannah Plant
27. Lucy Jones
28. Sarah Whitney
29. Mary H. Hallowell
30. Elizabeth Conklin
31. Sally Pitcher
32. Mary Conklin
33. Susan Quinn
34. Mary S. Mirror
35. Phebe King
36. Julia Ann Drake
37. Charlotte Woodward (c.1830-1921) - l'unica firmataria che è sopravvissuta al XIX emendamento, sebbene la malattia le abbia impedito di votare.[29]
38. Martha Underhill - ha firmato anche suo nipote
39. Dorothy Matthews
40. Eunice Barker
41. Sarah R. Woods
42. Lydia Gild
43. Sarah Hoffman
44. Elizabeth Leslie
45. Martha Ridley
46. Rachel D. Bonnel (1827-1909)
47. Betsey Tewksbury
48. Rhoda Palmer (1816-1919) - l'unica donna firmataria che abbia mai votato legalmente, nel 1918 quando New York approvò il suffragio femminile.[30]
49. Margaret Jenkins
50. Cynthia Fuller
51. Mary Martin
52. P.A. Culvert
53. Susan R. Doty
54. Rebecca Race (1808-1895)
55. Sarah A. Mosher
56. Mary E. Vail - figlia di Lydia Mount
57. Lucy Spalding
58. Lavinia Latham (1781-1859)
59. Sarah Smith
60. Eliza Martin
61. Maria E. Wilbur
62. Elizabeth D. Smith
63. Caroline Barker
64. Ann Porter
65. Experience Gibbs
66. Antoinette E. Segur
67. Hannah J. Latham - figlia di Lavinia Latham
68. Sarah Sisson
69. I seguenti uomini firmarono, sotto il titolo
" ...i signori presenti favorevoli a questo nuovo movimento":
70. Richard P. Hunt (1796-1856) - marito di Jane C. Hunt, fratello di Lydia Mount e Hannah Plant, anche loro firmatari
71. Samuel D. Tillman
72. Justin Williams
73. Elisha Foote - coniuge di Eunice Newton Foote
74. Frederick Douglass
75. Henry W. Seymour - coniuge di Malvina Beebe Seymour, una firmataria
76. Henry Seymour
77. David Spalding - coniuge di Lucy Spalding
78. William G. Barker - coniuge di Caroline Barker, una firmataria
79. Elias J. Doty
80. John Jones
81. William S. Dell (1801-1865) - zio di Rachel Dell Bonnel, una firmataria
82. James Mott (1788-1868) - coniuge di Lucretia Mott
83. William Burroughs
84. Robert Smalldridge
85. Jacob Matthews
86. Charles L. Hoskins
87. Thomas M'Clintock -coniuge di Mary Ann M'Clintock
88. Saron Phillips
89. Jacob P. Chamberlain (1802-1878) - Episcopale metodista e successivamente membro della Camera dei rappresentanti degli Stati Uniti.
90. Jonathan Metcalf
91. Nathan J. Milliken
92. S.E. Woodworth
93. Edward F. Underhill (1830-1898) - sua zia era Martha Barker Underhill, una firmataria
94. George W. Pryor - figlio di Margaret Pryor che ha anche firmato
95. Joel Bunker
96. Isaac Van Tassel
97. Thomas Dell (1828-1850) - figlio di William S. Dell e cugino di Rachel Dell Bonnel, entrambi firmatari.
98. E.W. Capron
99. Stephen Shear
100. Henry Hatley
101. Azaliah Schooley (Circa 1805-October 24, 1855) marito di Margaret Schooley. Nato nella contea di Lincoln, Alto Canada, naturalizzato cittadino americano nel 1837. Residente a Waterloo, New York, e membro del Junius Monthly Meeting. Aveva anche legami con i movimenti spiritualisti e abolizionisti.[31][32]